# Nemesia
Nemesia är ett släkte av spindlar. Nemesia ingår i familjen Nemesiidae.
De vuxna exemplaren är beroende på art 10 till 20 millimeter långa. Kroppens grundfärg är brunaktig och hos flera arter förekommer mörka mönster på fram- och bakkroppen. Käkarna är riktade rak framåt. Hannar har vid tredje segmentet av frambenen en liten tagg.
Släktets medlemmar lever främst i Medelhavsområdet. De hittas ofta på lutande ytor med glest fördelad växtlighet. Dessa spindlar skapar underjordiska bon som består av en gång som har en diameter som motsvarar en fingers tjocklek. Gången går från den mycket branta ytan vid ingången sned och den fortsätter sedan lodrätt så att slutet ligger 20 till 30 centimeter under marken. Ingången övertäcks med ett cirkelrunt lock som på ovansidan liknar omgivningen i utseende.

## Dottertaxa tillNemesia, i alfabetisk ordning[1]
- Nemesia africana
- Nemesia albicomis
- Nemesia angustata
- Nemesia arboricola
- Nemesia arenicola
- Nemesia athiasi
- Nemesia bacelarae
- Nemesia barbara
- Nemesia berlandi
- Nemesia bristowei
- Nemesia caementaria
- Nemesia caranhaci
- Nemesia carminans
- Nemesia cavicola
- Nemesia cecconii
- Nemesia cellicola
- Nemesia congener
- Nemesia corsica
- Nemesia crassimana
- Nemesia cubana
- Nemesia daedali
- Nemesia didieri
- Nemesia dorthesi
- Nemesia dubia
- Nemesia eleanora
- Nemesia elongata
- Nemesia fagei
- Nemesia fertoni
- Nemesia hispanica
- Nemesia ibiza
- Nemesia ilvae
- Nemesia incerta
- Nemesia kahmanni
- Nemesia macrocephala
- Nemesia maculatipes
- Nemesia manderstjernae
- Nemesia meridionalis
- Nemesia pannonica
- Nemesia pavani
- Nemesia randa
- Nemesia raripila
- Nemesia santeugenia
- Nemesia santeulalia
- Nemesia sanzoi
- Nemesia seldeni
- Nemesia simoni
- Nemesia sinensis
- Nemesia transalpina
- Nemesia uncinata
- Nemesia ungoliant
- Nemesia valenciae
- Nemesia vittipes